# Filip Konowal

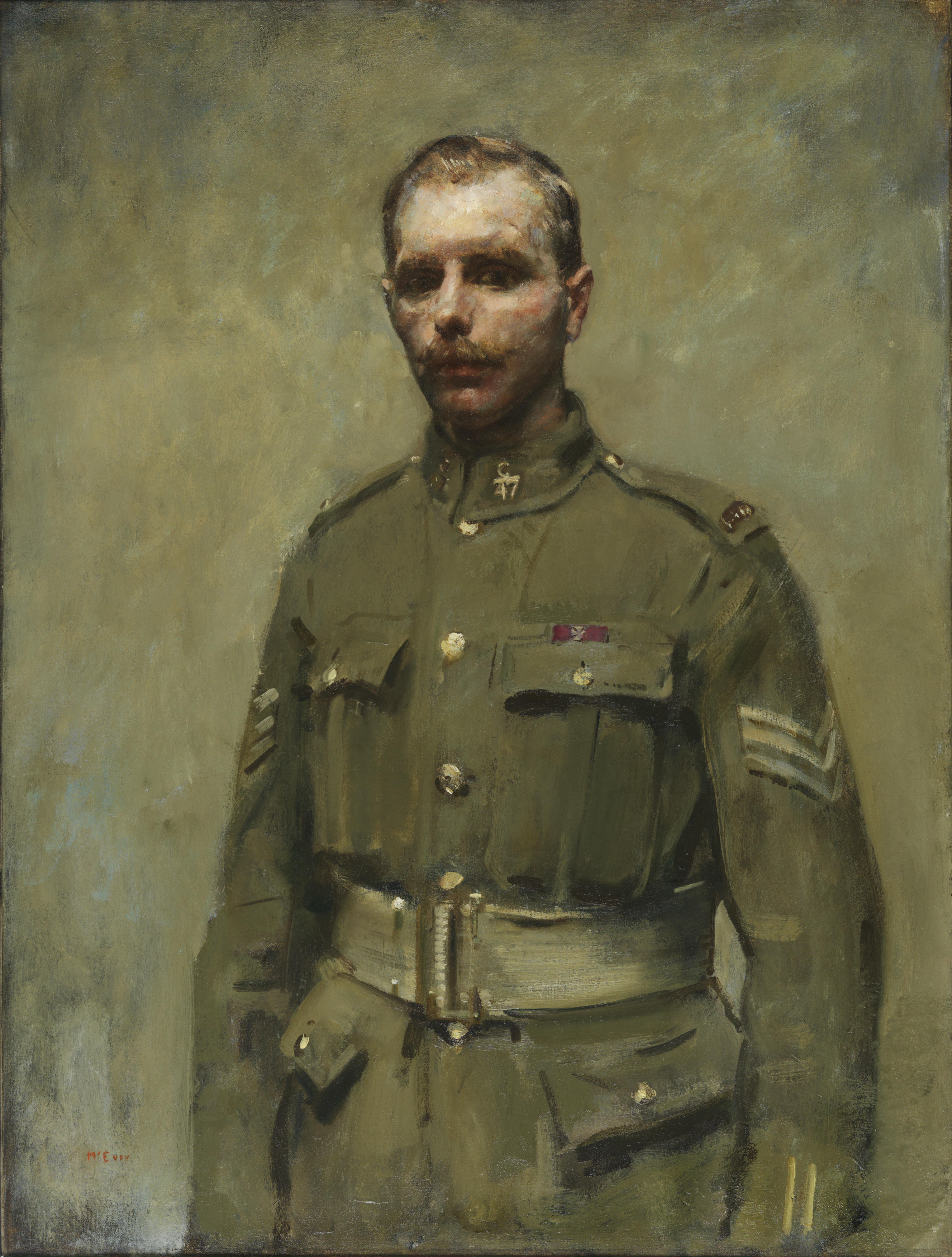

Filip Konowal (15 de setembro de 1888 - 3 de junho de 1959) foi um militar ucraniano, naturalizado canadense. Ele é o único ucraniano condecorado com a Cruz Vitória, a maior condecoração por bravura em face ao inimigo dada a forças da Commonwealth. Ele também recebeu a British War Medal.